# James DeCarle Sowerby
James De Carle Sowerby (Londres, 5 de junio de 1787-Kilburn, Londres, 26 de agosto de 1871) fue un minerólogo, botánico, briólogo e ilustrador inglés.
Recibe formación en química. Junto con su hermano, George Brettingham Sowerby I (1788-1854), continuó la obra de su padre, James Sowerby (1757-1822), sobre las conchillas fósiles de Gran Bretaña titulada Mineral Conchology of Great Britain.
Con un primo, fundan la "Real Sociedad Botánica y de Jardines", donde será su secretario durante 30 años.
- La abreviatura «J.C.Sowerby» se emplea para indicar a James DeCarle Sowerby como autoridad en la descripción y clasificación científica de los vegetales.[1]